# Барканово
Барканово — деревня в Сергиево-Посадском районе Московской области, в составе муниципального образования Городское поселение Сергиев Посад (до 29 ноября 2006 года входила в состав Мишутинского сельского округа)).

## Население
| 2002 | 2006 | 2010 |
| ---- | ---- | ---- |
| 10   | ↘8   | ↗9   |

## География
Барканово расположено примерно в 11 км (по шоссе) на запад от Сергиева Посада, на безымянном ручье, правом притоке реки Пажа (левый приток Вори), высота центра деревни над уровнем моря — 233 м.
На 2016 год в деревне зарегистрировано 4 садовых товарищества. Деревня связана автобусным сообщением с райцентром и соседними населёнными пунктами. В Барканово ранее существовала каменная деревенская часовня, построенная в 1886 году.